# Retidrillia
Retidrillia is een geslacht van weekdieren uit de klasse van de Gastropoda (slakken).

## Soorten
- Retidrillia megalacme (Sykes, 1906)
- Retidrillia pruina (Watson, 1881)
- Retidrillia willetti (Dall, 1919)